# متغير جبار

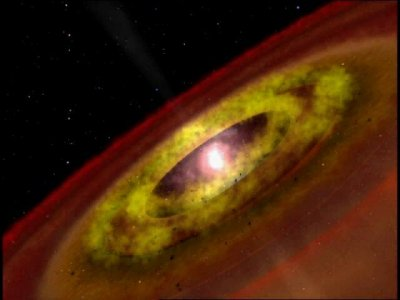

متغير جبار (بالإنجليزية: Orion variable)‏ هو نجم متغير يسلك سلوك المتغيرات غير المنتظمة. ويتقلب بزوغ لمعانه ويترافق عادة مع سديم منتشر. ويعتقد أن هذه الفئة من النجوم الشابة والتي ستصبح في وقت لاحق نجوم منتظمة غير متغيرة من ضمن نجوم النسق الأساسي.
يعتبر نجم تي الثور متغير جبار يعرض خطوط انبعاثات طيفية بنفسجية متلألئة من أكسيد الحديد الثنائي المتأين وكذلك انبعاثات من الليثيوم، وهو فلز عادة ما يتدمر اثناء الاندماج النووي النجمي.
نجوم إف يو الجبار من فئة متغير جبار التي يرتفع مقدار سطوعها إلى 5-6 مقادير، ثم يهبط ليصل إلى واحد.وتبقى على هذا القدر لعدة عقود.